# Ochtholambrus stimpsoni
Ochtholambrus stimpsoni is een krabbensoort uit de familie van de Parthenopidae. De wetenschappelijke naam van de soort is voor het eerst geldig gepubliceerd in 1958 door Garth.